# Rögling
Rögling là một đô thị ở huyện Donau-Ries trong bang Bayern nước Đức. Đô thị Rögling có diện tích 10,73 km².